# IIe législature de la Quatrième République française
La IIe législature de la IVe République est un cycle parlementaire qui s'est ouvert le 5 juillet 1951 et s'est terminé le 1er décembre 1955.

## Composition de l'Assemblée nationale

### Groupes parlementaires
| Groupe parlementaire                      | Groupe parlementaire                      | Groupe parlementaire                                                     | Députés                                   | Députés                                   | Députés |  |
| Groupe parlementaire                      | Groupe parlementaire                      | Groupe parlementaire                                                     | Membres                                   | Apparentés                                | Total   |  |
| ----------------------------------------- | ----------------------------------------- | ------------------------------------------------------------------------ | ----------------------------------------- | ----------------------------------------- | ------- |  |
|                                           | RPF                                       | Rassemblement du peuple français                                         | 118                                       | 3                                         | 121     |  |
|                                           | SOC                                       | Socialiste                                                               | 105                                       | 2                                         | 107     |  |
|                                           | COM & RP                                  | Communistes et Républicains Progressistes                                | 103                                       | 0                                         | 103     |  |
|                                           | MRP & IOM                                 | Mouvement républicain populaire et Indépendants d'outre-mer              | 91                                        | 3                                         | 94      |  |
|                                           | RRRS                                      | Républicain radical et radical-socialiste                                | 67                                        | 7                                         | 74      |  |
|                                           | RI                                        | Républicains indépendants                                                | 45                                        | 8                                         | 53      |  |
|                                           | CRAPS-DI & FI                             | Centre républicain d'action paysanne et sociale et Français Indépendants | 38                                        | 5                                         | 43      |  |
|                                           | UDSR                                      | Union démocratique et socialiste de la Résistance                        | 14                                        | 2                                         | 16      |  |
|                                           | RDA                                       | Rassemblement démocratique africain                                      | 3                                         | 0                                         | 3       |  |
|                                           |                                           |                                                                          |                                           |                                           |         |  |
| Total de députés membre de groupes        | Total de députés membre de groupes        | Total de députés membre de groupes                                       | Total de députés membre de groupes        | Total de députés membre de groupes        | 615     |  |
|                                           | Députés non-inscrits                      | Députés non-inscrits                                                     | Députés non-inscrits                      | Députés non-inscrits                      | 12      |  |
|                                           |                                           |                                                                          |                                           |                                           |         |  |
| Total des sièges pourvus                  | Total des sièges pourvus                  | Total des sièges pourvus                                                 | Total des sièges pourvus                  | Total des sièges pourvus                  | 627     |  |
| Total des sièges vacants et non attribués | Total des sièges vacants et non attribués | Total des sièges vacants et non attribués                                | Total des sièges vacants et non attribués | Total des sièges vacants et non attribués | 1       |  |

### Président de l'Assemblée
Président de l'Assemblée Nationale : Édouard Herriot (1947-1954), André Le Troquer (1954-1955) puis Pierre Schneiter (janvier 1955 à décembre 1955)

## Composition de l'exécutif

### Gouvernements successifs
La IIe législature compte huit gouvernements : 
| Gouvernement | Gouvernement         | Gouvernement  | Dates (Durée)                                             | Président du Conseil                 | Coalition                       |
| ------------ | -------------------- | ------------- | --------------------------------------------------------- | ------------------------------------ | ------------------------------- |
| 1            | René Pleven          | Pleven II     | du 11 août 1951 au 7 janvier 1952 (4 mois et 28 jours)    | René Pleven (UDSR)                   | (Troisième Force)               |
| 2            | Edgar Faure          | Faure I       | du 20 janvier 1952 au 28 février 1952 (1 mois et 8 jours) | Edgar Faure (Parti radical)          | (Troisième Force)               |
| 3            | Antoine Pinay        | Pinay         | du 8 mars 1952 au 23 décembre 1952 (9 mois et 15 jours)   | Antoine Pinay (CNIP)                 | (CNIP-RAD-MRP-UDSR)             |
| 4            | René Mayer           | Mayer         | du 8 janvier 1953 au 21 mai 1953 (4 mois et 13 jours)     | René Mayer (Parti radical)           | (RAD-CNIP-MRP-UDSR)             |
| 5            | Joseph Laniel        | Laniel I      | du 28 juin 1953 au 16 janvier 1954 (6 mois et 19 jours)   | Joseph Laniel (CNIP)                 | (CNIP-MRP-RAD-RPF-UDSR)         |
| 5            | Joseph Laniel        | Laniel II     | du 16 janvier 1954 au 12 juin 1954 (4 mois et 27 jours)   | Joseph Laniel (CNIP)                 | (CNIP-MRP-RAD-RPF-UDSR)         |
| 6            | Pierre Mendès France | Mendès France | du 18 juin 1954 au 5 février 1955 (7 mois et 18 jours)    | Pierre Mendès France (Parti radical) | (RAD-CNIP-RPF-MRP-UDSR)         |
| 7            | Edgar Faure          | Faure II      | du 23 février 1955 au 24 janvier 1956 (11 mois et 1 jour) | Edgar Faure (Parti radical)          | (RAD-CNIP-MRP-RPF, RS-UDSR-BDS) |